# Eckley (Kalifornien)
Eckley war eine Stadt im Contra Costa County im US-Bundesstaat Kalifornien, die als Fährhafen der Überquerung der Carquinez Strait diente, bevor die Carquinez Bridge erbaut wurde.
Sie lag an der Southern Pacific Railroad, etwa sieben Kilometer nordwestlich von Martinez, etwa drei Meter über dem Meeresspiegel. Nachdem die Brücke gebaut wurde, war der Ort dem Niedergang preisgegeben, und Ende des 20. Jahrhunderts verließen Eckley die letzten Einwohner, die zuvor von Ackerbau und Weidewirtschaft lebten. Der Großteil der verbliebenen Bevölkerung siedelte nach Crockett über. Benannt wurde Eckley nach dem Kommodore John L. Eckley, der in der Bucht einen Yachthafen begründet hatte.